# 马西尼亚克
马西尼亚克（法語：Massignac，法語發音：[masiɲak]）是法国夏朗德省的一个市镇，属于孔福朗区。

## 地理
马西尼亚克（45°46'48"N, 0°39'15"E）面积23.93 平方千米，位于法国新阿基坦大区夏朗德省，该省份为法国西部内陆省份，北起德塞夫勒省和维埃纳省，东临上维埃纳省，东南至多尔多涅省，南至多爾多涅省，西接滨海夏朗德省。
与马西尼亚克接壤的市镇（或旧市镇、城区）包括：莱西尼亚克迪朗、勒兰杜瓦、穆宗、普雷西尼亚克、索瓦尼亚克、韦尔讷伊、莱萨勒拉沃吉永。

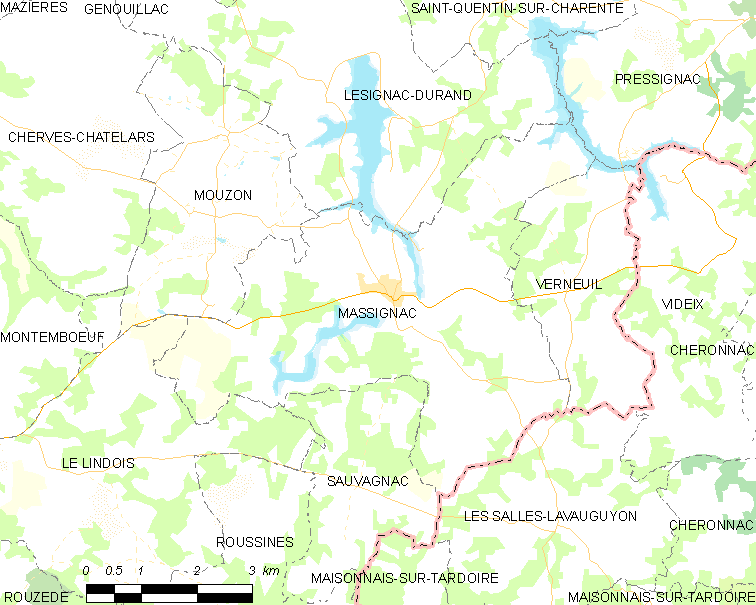
马西尼亚克的OSM定位图

马西尼亚克的时区为UTC+01:00、UTC+02:00（夏令时）。

## 行政
马西尼亚克的邮政编码为16310，INSEE市镇编码为16212。

## 政治
马西尼亚克所属的省级选区为夏朗德-博尼约尔县。

## 人口

1962-2008年间马西尼亚克人口变化图示

马西尼亚克于2022年1月1日时的人口数量为368人。